# Vingängsjön
Vingängsjön är en sjö i Torsby kommun i Värmland och ingår i Göta älvs huvudavrinningsområde. Sjön är 9,7 meter djup, har en yta på 0,797 kvadratkilometer och befinner sig 145,9 meter över havet. Vingängsjön ligger i Klarälven, övre delen Natura 2000-område. Sjön avvattnas av vattendraget Göta älv (Röa).

## Delavrinningsområde
Vingängsjön ingår i det delavrinningsområde (673459-134237) som SMHI kallar för Utloppet av Vingängsjön. Medelhöjden är 279 meter över havet och ytan är 4,23 kvadratkilometer. Räknas de 204 avrinningsområdena uppströms in blir den ackumulerade arean 7 195,41 kvadratkilometer. Avrinningsområdets utflöde Göta älv (Röa) mynnar i havet. Avrinningsområdet består mestadels av skog (69 procent). Avrinningsområdet har 0,76 kvadratkilometer vattenytor vilket ger det en sjöprocent på 17,9 procent.